# لومان (جمع أبرود)
لومان (بالفارسية: لومان) هي مستوطنة تقع في إيران في قسم جمع أبرود الريفي. يقدر عدد سكانها بـ 207 نسمة .